# Arghoun
Arghoun (en mongol :  ᠠᠷᠭᠤᠨ, VPMC : Arghun, mongol cyrillique Аргун, MNS : Argun), né en 1258 et mort en 1291, descendant de Gengis Khan, est le quatrième ilkhan de Perse de la dynastie des Houlagides de 1284 à sa mort.

## Biographie
Arghoun naît en 1258 à Beylagan dans la province de Arran, dans l'actuel Azerbaïdjan. Il est le fils d'Abaqa, fils d'Houlagou Khan, et d'Haimash Khatun, une princesse mongole de religion chrétienne. Son père, de la dynastie des Houlagides, dirige l'ilkhanat de Perse de 1265 à sa mort en 1282. L'oncle d'Arghoun, Ahmad Teküder, lui succède le 6 mai 1282. Il se convertit à l'islam et fait une proposition d'alliance avec les Mamelouks d'Égypte. Ces manœuvres déplaisent au parti mongol qui fomente une révolte contre lui, sous la bannière d'Arghoun, alors gouverneur du Khorasan. Celui-ci marche sur l'Irak-Adjémi, mais est vaincu près de Qazvin le 4 mai 1284. Un coup d'État dirigé par le parti mongol renverse Ahmad Teküder, qui est assassiné le 10 août 1284, et Arghoun lui succède à la tête de l'ilkhanat.
Le 16 octobre, Arghoun fait exécuter Shams al-Din Juvayni, un ministre influent des premiers Houlagides, et donne le rang de vizir au chancelier Būqā pour le remercier de son soutien lors du coup d'État. Būqā tombe cependant en disgrâce et organise une conspiration pour renverser Arghoun qui finalement échoue. Il est lui aussi exécuté en janvier 1289.
Arghoun confie l'administration de son royaume à des chrétiens et à des juifs, et nomme en 1289 le médecin juif Sa’d ed-Daoulé comme inspecteur de comptes. Celui-ci rétablit les finances du pays, met fin aux détournement des richesses par les seigneurs et remplace progressivement le système militaire mongol par une administration civile. Il assure le libre culte de toutes les religions et fait juger les affaires des musulmans selon la loi coranique. Il fait progressivement remplacer les gouverneurs militaires par des gouverneurs civils et s’aliène ainsi les seigneurs féodaux.
Arghoun donne le gouvernement du Khorassan à son fils aîné Ghazan et nomme Naûroûz comme lieutenant général. Le 11 mai 1290, il repousse une offensive de la Horde d'or dans la région de Derbent, en Ciscaucasie. Sous l'influence d'un docteur indien, il consomme pendant huit mois une drogue contenant notamment du soufre et du mercure puis effectue une retraite spirituelle de quarante jours dans la citadelle de Tabriz. Il tombe gravement malade après ce traitement et meurt le 7 mars 1291. Son frère cadet Ghaykhatou lui succède à la tête de l'ilkhanat.

## Politique étrangère

### Ambassades en Europe

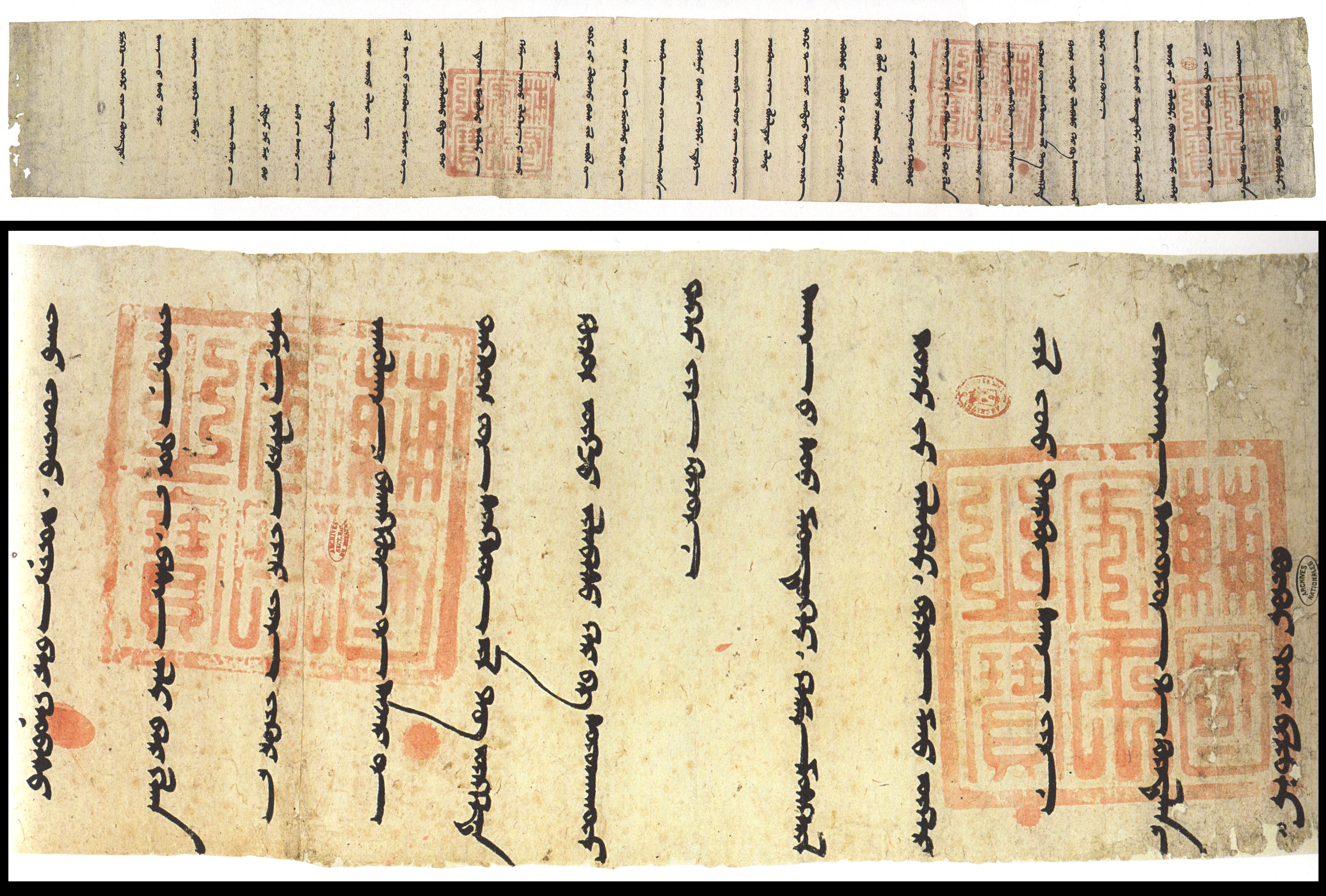
Lettre de l’Ilkhan Arghoun à Philippe IV le Bel, qui mentionne Bar Sauma. Le cachet imprimé sur la feuille est en chinois sigillaire grand sceau.

Arghoun cherche à trouver des alliés en Europe pour mener une offensive contre les Mamelouks, et envoie une lettre à ce sujet au pape Honorius IV en 1285. En 1287, il envoie un moine ouïgour nestorien, Rabban Bar Sauma en ambassade en Occident. L'émissaire rencontre d'abord l'empereur byzantin Andronic II Paléologue à Constantinople. Il se rend ensuite à Rome, à Gênes, puis à Paris le 1er septembre 1287, où il est reçu par Philippe IV le Bel. Il est également reçu à Bordeaux par le roi d'Angleterre Édouard Ier. Il reçoit à chaque occasion un excellent accueil mais aucun monarque chrétien ne répond à son offre d’alliance. Il retourne à Rome en 1288 afin de rencontrer le pape Nicolas IV, qui vient d'être élu le 20 février, avant de rentrer en Perse.

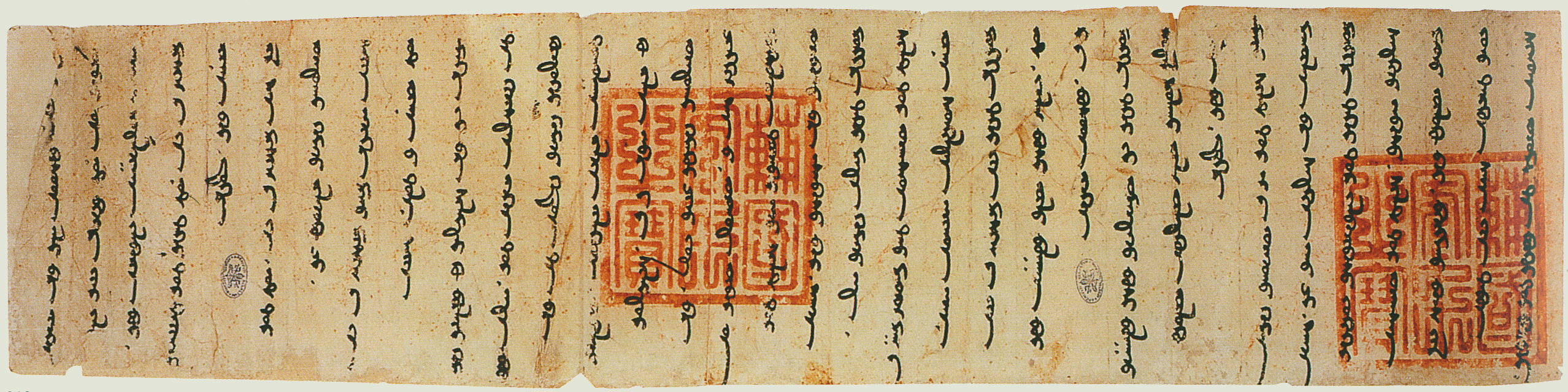
Lettre d'Arghoun au pape Nicolas IV en 1290.

Un nouvel ambassadeur, Buscarel de Gisolf, est envoyé en Occident en 1289. Il se rend lui aussi à Rome et à Paris, et renouvelle les offres d'alliance militaire afin de reprendre Jérusalem, en vain. Arghoun s'engage même à fournir le ravitaillement nécessaire à une nouvelle croisade en Terre Sainte, et réitère son offre par l'intermédiaire de Tchagan en 1290, mais ni le pape Nicolas IV, ni le roi de France Philippe IV le Bel ne répondent favorablement. 

### Relations avec Kubilai Khan
Ayant perdu son épouse favorite Bolgana (« zibeline »), il demande à son grand-oncle Kubilai Khan de lui envoyer une parente de la défunte, Kökötchin (littéralement, « dame bleue » pouvant aussi signifier « dame céleste »). La princesse vient en Perse accompagnée entre autres de Marco Polo, qui rentre ensuite à Venise après 23 ans d'absence. Arghoun étant mort avant l'arrivée de Kökötchin, elle épouse son fils Ghazan, selon la tradition mongole du lévirat, tandis que son frère Ghaykhatou devient ilkhan.

## Mariages et descendance
Arghoun eut sept épouses et trois concubines. Parmi sa descendance, seuls deux fils et deux filles parviennent à l'âge adulte.

### Épouses
- Qutlugh Khatun (morte le 13 mars 1288), fille de Tengiz Güregen d'Oirats et de Todogaj Khatun, fille de Houlagou Khan ;
  - Ḵetai (mort en 1298[2]) ;
- Öljatai Khatun (née en 1288), fille de Sulamish, fils de Tengiz Güregen et Todogaj Khatun, veuve de Tengiz ;
- Uruk Khatun, fille de Sarija, sœur de l'émir Irinjin et arrière-petite-fille de Toghril ;
  - Yesü Temür (mort en 1290[2]) ;
  - Oldjaïtou, ilkhan de Perse de 1304 à 1316 ;
  - Öljatai Khatun, mariée d'abord à Qunchuqbal, puis à Aq Buqa, puis finalement à son beau-fils, Amir Husayn Jalayir, fils d'Aq Buqa ;
  - Öljai Timur, mariée d'abord à Tukal, mariée ensuite le 30 mai 1296 à Qutlugh Châh ;
  - Qutlugh Timur Khatun (morte dans sa jeunesse à Bagdad) ;
- Seljuk Khatun (née en 1276, morte en 1332), fille de Kılıç Arslan IV, sultan seldjoukide de Roum ;
- Bulughan Khatun Buzurg (morte le 20 avril 1286), veuve d'Abaqa ;
- Bulughan Khatun Muazzama (née le 22 mars 1290, morte le 5 janvier 1310), fille d'Otman, fils d'Abatai Noyan de Khongirad ;
  - Dilenchi (morte en bas âge) ;
- Todai Khatun (née le 7 janvier 1287), veuve d'Abaqa puis de Teküder.

### Concubines
- Kultak Egechi (née en 1271), fille de Kihtar Bitigchi de Dörben ;
  - Ghazan, ilkhan de Perse de 1295 à 1304 ;
- Qutai, fille de Qutlugh Buqa, fils de Husayn Aqa ;
- Ergene Egechi, anciennement concubine d'Abaqa.